# Legislația Imperiului Otoman

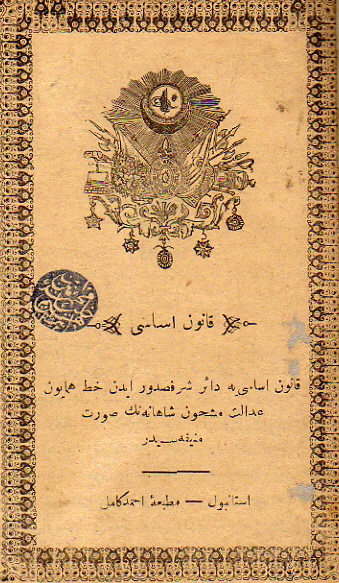
Kanun-ul otoman

Imperiul Otoman (1299 – 1922) a fost un stat islamic sunnit, înființat de către oguzi, cu un prim sultan în persoana lui Osman I. Dispariția marelui imperiu a fost o consecință a victoriei Antantei, în Primul Război Mondial, când forțele Aliaților, în rândurile cărora se aflau și arabii, i-au înfrânt în cele din urmă pe turci în Orientul Mijlociu. La sfârșitul acestui conflict, guvernul turc s-a dovedit absolut neputincios, imperiul fiind împărțit între puterile învingătoare, în numai câțiva ani fiind proclamate noi state, printre care și Republica Turcia.
În timpul existenței sale, Imperiul Otoman a fost guvernat de seturi diferite de legi. Kanun-ul (un sistem juridic laic) a coexistat împreună cu shari’a (dreptul religios).
Îndatorirea fundamentală a unui suveran musulman, care exprima și, totodată, întărea alianța sa cu populația musulmană, era aceea de a menține shari’a.
În perioada Imperiului Otoman, împărțirea administrativă în districte s-a făcut în funcție de judecătorul (qadi) în a cărei competență intrau, iar rolul „savanților” (ulemalelor) a crescut considerabil. Mufti-ii, în frunte cu Marele Muftiu de la Istanbul (shaykh al-islam) sunt consultați în toate problemele importante ale Imperiului. Legea administrativă, legea funciară sunt formulate în strânsă legătură cu shari’a. În domeniul penal, o mare importanță se acordă pedepselor corporale (de exemplu, hoțului i se tăia mâna sau, în unele cazuri era spânzurat, incendiatorii erau spânzurați, seducătorii castrați etc.). Moralitatea publică era de competența qadi-ului.
Sultanul putea emite propriile edicte și reglementări pentru a-și menține autoritatea sau pentru a asigura aplicarea justiției. Aceste legiferări erau cuprinse în coduri (Kanunnâme), legate, în general, de numele lui Mehmed al II-lea sau al lui Soliman Magnificul, cunoscut în tradiția otomană drept Kanuni („Legiuitorul”). Aceste coduri erau de diferite tipuri. Unele dintre ele reglementau sistemul tradițional de impozitare a diverselor provincii, pe măsură ce erau cucerite; unele vizau cauze penale și încercau să aducă legile și cutumele provinciilor cucerite în concordanță cu un cod juridic otoman unic; altele priveau sistemul de promovare în Guvern, ceremonialul de la curte și problemele familiei domnitoare. Qadi-i aplicau aceste coduri, însă, cauzele penale mai grave, în particular cele care aduceau atingere securității statului erau de competența diwan-ului sultanului sau guvernatorului său din provincie.

## Sistemul legal
În sistemul otoman s-au aplicat trei sisteme judiciare:
- Unul pentru musulmani, condus de qadi (judecători numiți de sultan);
- Unul pentru non-musulmani (evrei și creștini), cu putere legiuitoare în comunitățile religioase respective;
- Instanțe de judecată pentru cauze comerciale.

Întregul sistem legislativ otoman a fost reglementat de Shari’a (legislația islamică) și Kanun (bazat pe Tora și Yassa - cod secret de legi, elaborat de Genghis Khan, întemeietorul Imperiului Mongol), ambele fiind studiate în școli de drept, la Bursa și Istanbul.
Aceste organe jurisdicționale nu aveau competență exclusivă. De exemplu, instanțele islamice puteau judeca și conflictele comerciale sau cauzele interreligioase. Creștinii și evreii depuneau deseori plângeri la acestea pentru a obține sentințe cu mai mare putere de decizie în anumite procese. De asemenea, femeile se adresau acestora aproape întotdeauna, pentru că exista posibilitatea să obțină o sentință în favoarea lor.
Statul otoman nu a avut tendința de a interfera cu sistemele de drept  non-musulmane, deși putea să o facă prin intermediul guvernatorilor locali.
Sistemul juridic islamic otoman a fost diferit de cele europene tradiționale. Ședința de judecată era condusă de un qadi (judecător), care se concentra mai puțin pe precedentul juridic și mai mult pe obiceiurile și tradițiile locale din zonele pe care le administra. Mai mult decât atât, nu existau căi de atac (exemplu: apelul sau recursul), iar în cazul în care existau neînțelegeri între reclamanți, cauzele erau judecate de mai multe instanțe, până când aceștia obțineau o hotărâre, care era în favoarea lor .
De-a lungul secolului al XIX-lea, Imperiul Otoman a utilizat trei coduri penale diferite:
- primul, introdus în anul 1840, imediat după Edictul de la Gülhane (1839);
- în 1851, a fost introdus un al doilea cod, în care era stipulată egalitatea în fața legii pentru toți supușii imperiului, indiferent de religie.
- în 1859, Imperiul Otoman a promulgat un ultim cod de drept penal, inspirat de codul penal napoleonian, din anul 1810.

Tot Imperiul Otoman a inclus în legislația internă un cod de procedură civilă și un cod civil, care a reglementat căsătoria, divorțul, pensia alimentară, precum și alte aspecte.

## Shari’a
Termenul are sensul de „cale”, „cale dreaptă” (inițial, „drum care duce la apă”). Pornind de la sensul din Coran, cuvântul denumește ulterior toate poruncile lui Dumnezeu privind faptele oamenilor.
Shari’a cuprinde două tipuri principale de reguli:
1) obligații privitoare la cult (de exemplu, îndatoririle rituale);
2) reguli de natură politică și juridică.
Alături de acestea, legislația islamică mai cuprinde și prevederi referitoare la relațiile dintre sexe, la îmbrăcăminte, la alimentație, la politețe etc.
În esență, shari’a este conținută în Coran. Forma exterioară în care sunt promulgate prevederile pentru a se putea aplica tuturor domeniilor vieții umane este rezultatul unui proces care a durat aproximativ trei secole. Principiile legii conținute în Coran au fost explicate și dezvoltate prin hadith, aceasta fiind a doua sursă a legislației canonice. Pentru înțelegerea și aplicarea acestora, autoritatea supremă este „consensul” comunității (ijma). Unii dintre musulmanii moderni încearcă să echivaleze acest „consens” cu o formă de democrație parlamentară, fără să țină cont că acesta operează numai în împrejurarea în care în Coran și hadith nu sunt clarificate unele aspecte și că, pe de altă parte, consensul trebuie să înceapă cu avizul comun al corpului de savanți (ulemalele, reprezentând învățați în domeniul științelor religioase, care au studiat Coranul, hadith-ul și dreptul musulman). Un alt principiu utilizat pentru înțelegerea și aplicarea legislației islamice este cel al „analogiei” (qiyas), ceea ce presupune utilizarea rațiunii umane pentru a compara situații noi cu cele deja existente în legislație.
Persoanele de religie musulmană sunnită recunosc patru școli juridice (malekită, hanefită, șafeită, handbalită). În Imperiul Otoman, mai ales începând cu secolul al XVI-lea, s-a acordat o importanță deosebită organizării întregii administrații în conformitate cu shari’a, așa cum era aplicată de școala hanefită, considerată cea mai liberală dintre școlile de jurisprudență sunnită. 

## Kanun
O altă lege a Imperiului Otoman a fost Kanun-ul. Termenul provine din greaca veche de la ”kanôn” (κανών), semnificând o măsură, o normă, un standard, o regulă, o lege. Kanun-ul a fost un sistem juridic laic, folosit împreună cu dreptul religios, deoarece legislația islamică nu putea fi aplicată întotdeauna (de exemplu, Kanun-ul se aplica în probleme privind impozitele, administrația, anumite aspecte financiare și fiscale, precum și în anumite procese din sfera dreptului penal). Astfel, Kanun-ul  a fost utilizat pentru a completa și, uneori, pentru a înlocui Shari’a.

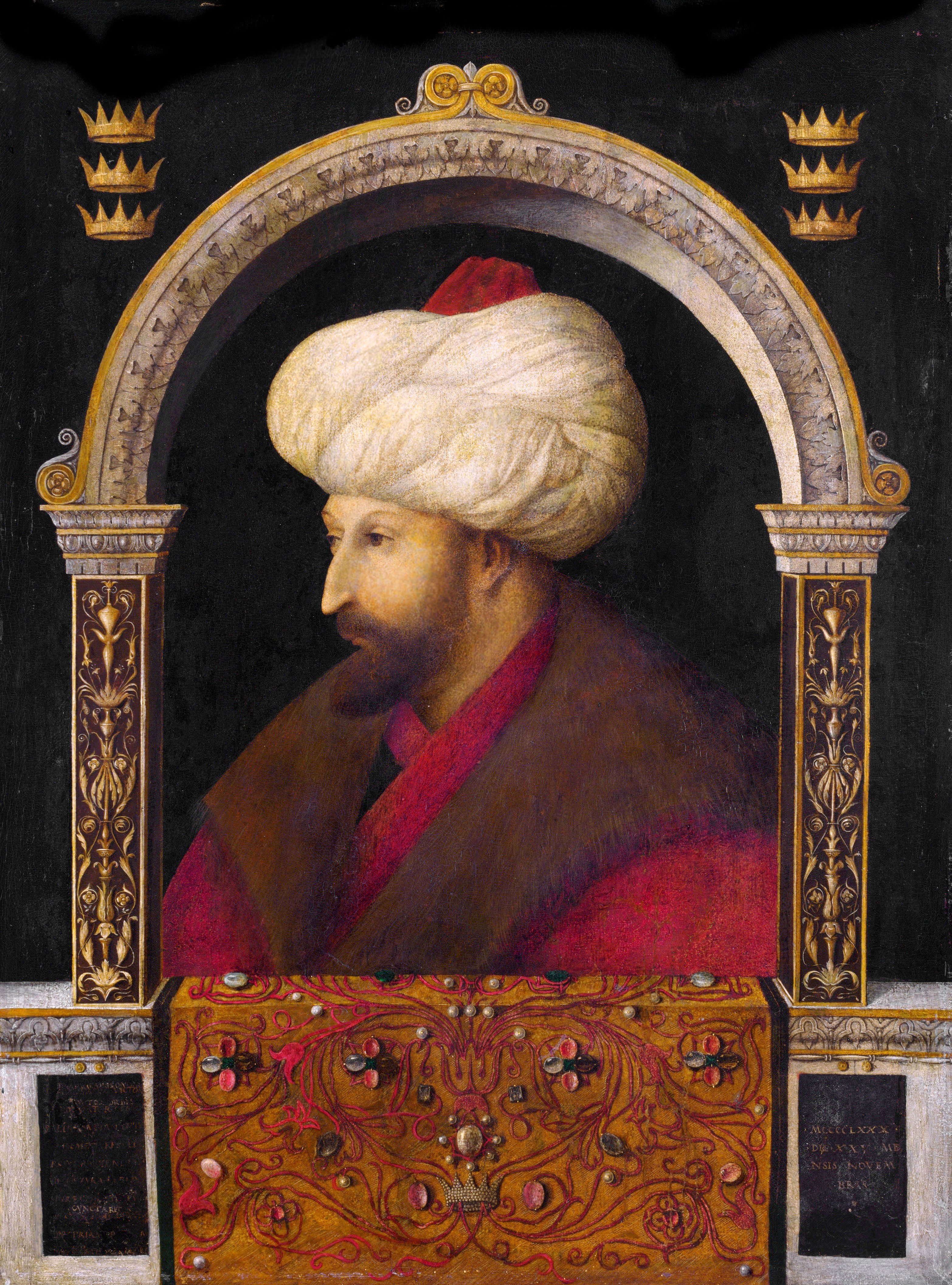
Mehmed al II-lea

Mehmed al II-lea (1451 – 1481) a elaborat un cod de legi, numit Kanun-ul (Kanunnâme), pe care l-a divizat în două seturi de legi: primul viza organizarea guvernamentală și militară, iar al doilea avea în vedere sistemul taxelor și viața civilă. În acest cod era legiferată, sub numele de „legea fratricid”, uciderea pretendenților la tron, în special frați, adoptată de teama izbucnirii unor conflicte între noul sultan și frații săi, pentru a preveni luptele pentru tron. Astfel, sultanul Mehmed al III-lea (1595 – 1603) a poruncit, la urcarea sa pe tron, omorârea prin sugrumare a 19 frați, mulți dintre aceștia erau sugari și a câtorva concubine ale tatălui său, însărcinate. Cele 19 coșciuge au fost depuse la picioarele sarcofagului tatălui său, în mausoleul de lângă Sfânta Sofia.
Kanun-ul elaborat de Mehmed al II-lea a rămas în vigoare până în  secolul al XVII-lea, în timpul domniei lui Ahmet I (1603 – 1617) când a fost abrogat. De atunci, rivalii nu mai erau omorâți, ci închiși separat în palat.
Soliman I/Soliman Magnificul (1520 – 1566) a reorganizat al doilea set legislativ din cuprinsul Kanun-ului. Acest cod de legi a devenit cunoscut ca „legile otomane” și avea să dureze mai mult de trei sute de ani.
Utilizarea Kanun-ului a împărțit societatea otomană în două tabere: 
- askeri (militari - „oamenii sabiei”, „oamenii cărții” și „oamenii scrisului”), clasa conducătoare, care beneficia de scutirea de taxe.
- restul populației („turma”), care avea obligația de plată a impozitelor.

## Reformele Tanzimât

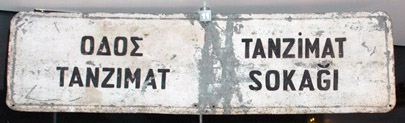
Tanzimat

Termenul „Tanzimât” înseamnă „reorganizare” și reprezintă o perioadă istorică din Imperiul Otoman, care a început în 1839, în scopul salvării imperiului de la dispariție și s-a terminat odată cu începerea primei perioade constituționale, în anul 1876. 
Sultanul Mahmoud al II-lea (1808-1839) a fost cel care s-a concentrat pe reorganizarea internă a statului otoman, după încheierea temporară a problemelor cu Rusia, în urma Tratatului de la București din 1812.
Mahmoud al II-lea a vizat reorganizarea armatei otomane după modelul european, proiectul de restructurare pe care l-a propus în 1826 aducându-l în conflict cu ienicerii. Totodată, a abolit un număr de privilegii vechi, precum dreptul pașelor de a aplica pedeapsa cu moartea sau colectarea cu forța a haraciului (impozitului). De asemenea, în perioada domniei sale apar primele cabinete ministeriale de imperiu, ce vizau înlesnirea administrației, până atunci aflată sub autoritatea marelui vizir.
După moartea lui Mahmoud în 1839, tronul revine fiului său, Abdul-Medjid I, care, în același an, proclamă Hatișeriful de la Gülhane ( ”Edictul Nobil al Camerei Rozelor”), cunoscut și drept Edictul de Reorganizare al Imperiului.  Acest document reprezintă o serie de direcții trasate de către sultan pentru implementarea procesului de reformare, printre acestea numărându-se:
1.Oferirea de garanții privind asigurarea securitații vieților, onoarei și proprietăților supușilor;
	2.O metodă legiferată de stabilire și colectare a taxelor;
	3.O metodă legiferată pentru recrutarea militarilor și stabilirea duratei serviciului militar.
Documentul conține reglementări potrivit cărora non-musulmanilor li se asigura egalitatea în drepturi cu musulmanii, în special din punct de vedere juridic.
A urmat o perioadă de 30 de ani de reforme în aceste domenii, începută în 1840 prin reorganizarea sistemului financiar. Acestea au avut o vădită tentă de aplicare a sistemelor occidentale în statul otoman, probabil influențată și de faptul că o mare parte din cei care le-au redactat au urmat studii superioare la universități din vestul Europei. Astfel, după model francez, au fost reorganizate codurile civile și penale și introduse codurile comerciale(1850) și maritime (1863). În ceea ce privește educația, în 1846 a fost organizat primul sistem de educație de stat până la nivel universitar inclusiv (până atunci educația intra în responsabilitatea millet-urilor (cuvânt folosit pentru desemnarea comunităților confesionale din Imperiul Otoman), iar în 1869 învățământul primar a devenit gratuit și obligatoriu. În anul 1844 a fost  adoptat un steag și un imn otoman și organizat primul cens (recensământ), iar în ceea ce privește modernizarea transporturilor și a comunicațiilor, în perioada 1847-1856 au fost realizate primele sistem de telegraf și cale ferată.
Constituția otomană din 1876, a pus capăt reformelor Tanzimât și reprezintă prima constituție a Imperiului Otoman. Aceasta a fost redactată în timpul domniei sultanului Abdul Hamid al II-lea (1876-1909) și a fost în vigoare timp de doi ani (între 1876-1878), într-o perioadă cunoscută sub numele de „prima era constituțională”.

### În limba română
- Nadia Anghelescu, Introducere în islam, editura Enciclopedică, București, 1993

- Albert Hourani, Istoria popoarelor arabe, editura Polirom, București, 2010

### În alte limbi
- E.Sheperd Creasy, History of the Ottoman Turks – from the beginning of the Empire to current times

### În limba română
- Suleiman Magnificul – adevărata poveste a celui mai ilustru sultan (accesat la 14.01.2015)
- Arhivat în 17 aprilie 2014, la Wayback Machine. Epoca Tanzimatului – modernizarea Imperiului Otoman (accesat la 14.01.2015)

- Fratricidul in Imperiul Otoman (accesat la 14.01.2015)

### În alte limbi
- Kanun-ul otoman (accesat la 14.01.2014)